# Jászol

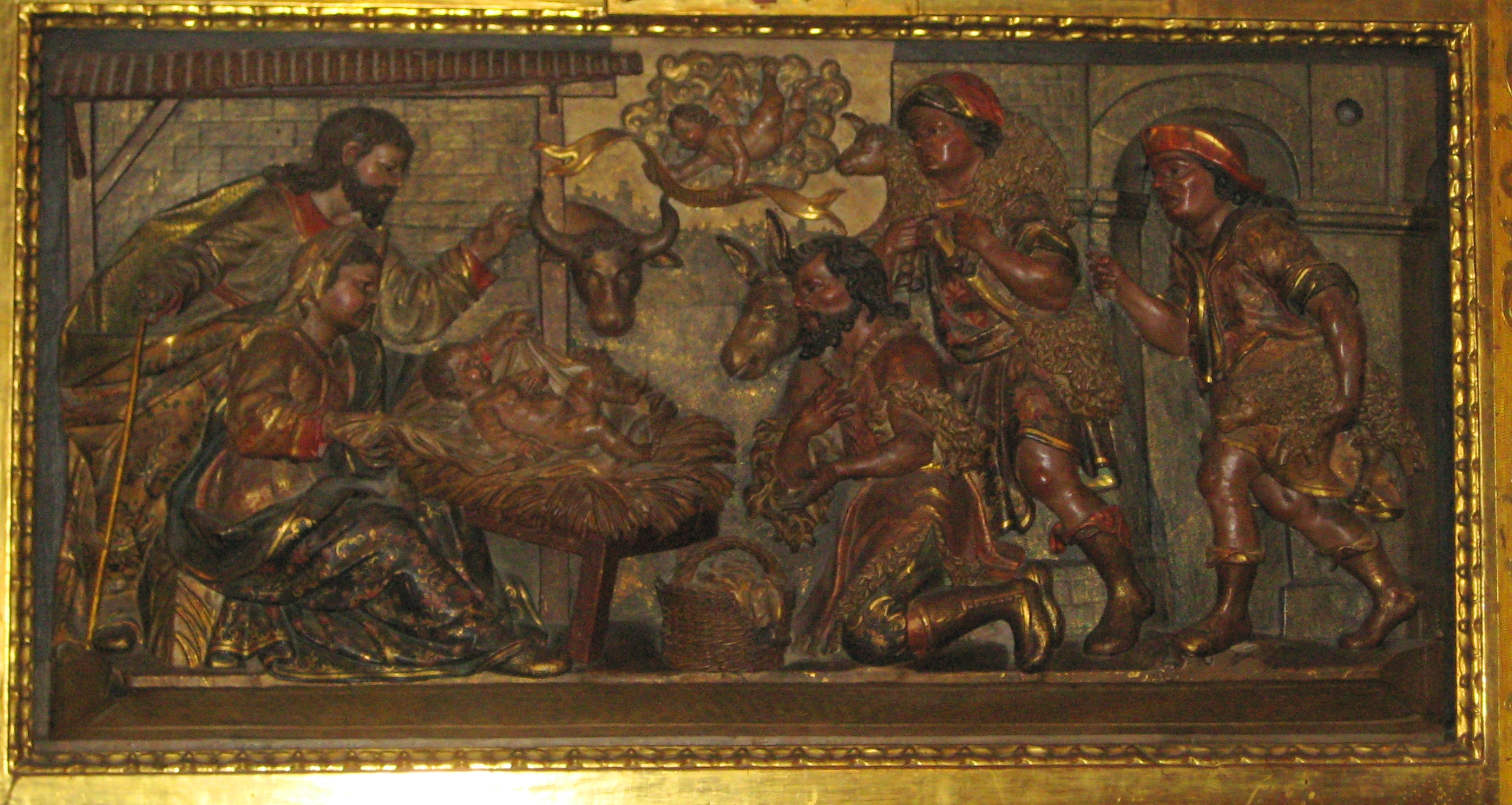
A pásztorok imádása, a fa jászolba fektetett Jézussal

A jászol nagyobb állatok etetésére szolgáló, illetve takarmány tárolására is alkalmas vályú.
A Biblia szerint Jézust születésekor egy jászolba fektették. A korabeli jászolokat barlangfalba vájták, így Jézust is egy kő jászolba fektethették.
A keresztény ábrázolásokon és a magyar népi betlehemesekben általában nem korhű módon, hanem fából készült jászolban ábrázolják a kisdedet.